# Подозреваемый (фильм, 1987)
«Подозреваемый» — американский кинофильм 1987 года, детективный триллер Питера Йетса. В главных ролях Шер, Лиам Нисон и Деннис Куэйд.

## Сюжет
Ветеран Вьетнамской войны, бездомный и глухой Карл Андерсон (Лиам Нисон) обвиняется в хладнокровном убийстве Элизабет Куинн, секретаря федерального судьи. Карл якобы перерезал женщине горло из-за девяти долларов. За безнадёжное дело берётся адвокат Кэтлин Райли (Шер). Не питая особых иллюзий в отношении его результата, адвокат просто хочет честно исполнить свой долг. Ей не требуется помощь, но неожиданно один из присяжных, Эдди Сангер (Деннис Куэйд), начинает проявлять к делу больший интерес, чем ему положено по закону. Эдди уверен в невиновности Карла и, понимая, что формально исполнить свой долг в этом деле будет недостаточно для спасения обвиняемого, начинает собственное расследование, постепенно втягивая в него и Кэтлин. Если судья узнает об их контактах, ей грозит отстранение от дела и лишение лицензии. Но жажда справедливости берёт верх, и Кэтлин ради Карла идёт на должностное преступление.
О развязке фильма американский кинокритик Роджер Эберт высказался так: «Это как если бы Агата Кристи поместила шестерых подозреваемых в британский загородный дом, а в последней главе выяснилось, что убийца — парень из дома напротив».

## В ролях
- Шер — Кэтлин Райли
- Деннис Куэйд — Эдди Сангер
- Лиам Нисон — Карл Уэйн Андерсон
- Джон Махони — судья Мэттью Бишоп Хелмс
- Джо Мантенья — Чарли Стелла
- Филип Боско — Пол Грэй
- И. Кэтрин Керр — Грейс Комиски
- Фред Меламед — Морти Розенталь
- Лизабет Бартлетт — Мэрилин
- Пол Д'Амато — Майкл
- Берни МакИнерни — Уолтер
- Билл Коббс — судья Франклин
- Томас Барбур — судья Лоуэлл
- Кэти О'Хэйр — Элизабет Куинн